# Olof Tjerneld
Olof Tjerneld, född 10 mars 1889 i Bergsjö församling i Gävleborgs län, död 12 december 1955 i Sankt Matteus församling i Stockholm, var en svensk ingenjör.
Tjerneld var son till Hans Tjerneld och Sigrid Olofsdotter. Han bedrev tekniska studier 1915–1918. Han var delägare i elektrisk installationsfirma i Bollnäs 1919–1922 och bedrev privat verksamhet 1923. Han var anställd hos Joel Östlinds Radio AB 1924–1925. 1926 startade han egen radiofabrik i Stockholm under firmanamnet Tjernelds Radiofabrik. Han var styrelseledamot i Svenska Radiofabrikant-förbundet från 1935.
Han gifte sig 1927 med Dora Elisabeth Larsson (1898–1979) och fick en dotter: Birgitta Lundgren (1932–1992) som är mor till skådespelaren Dolph Lundgren.